# Genesius von Rom

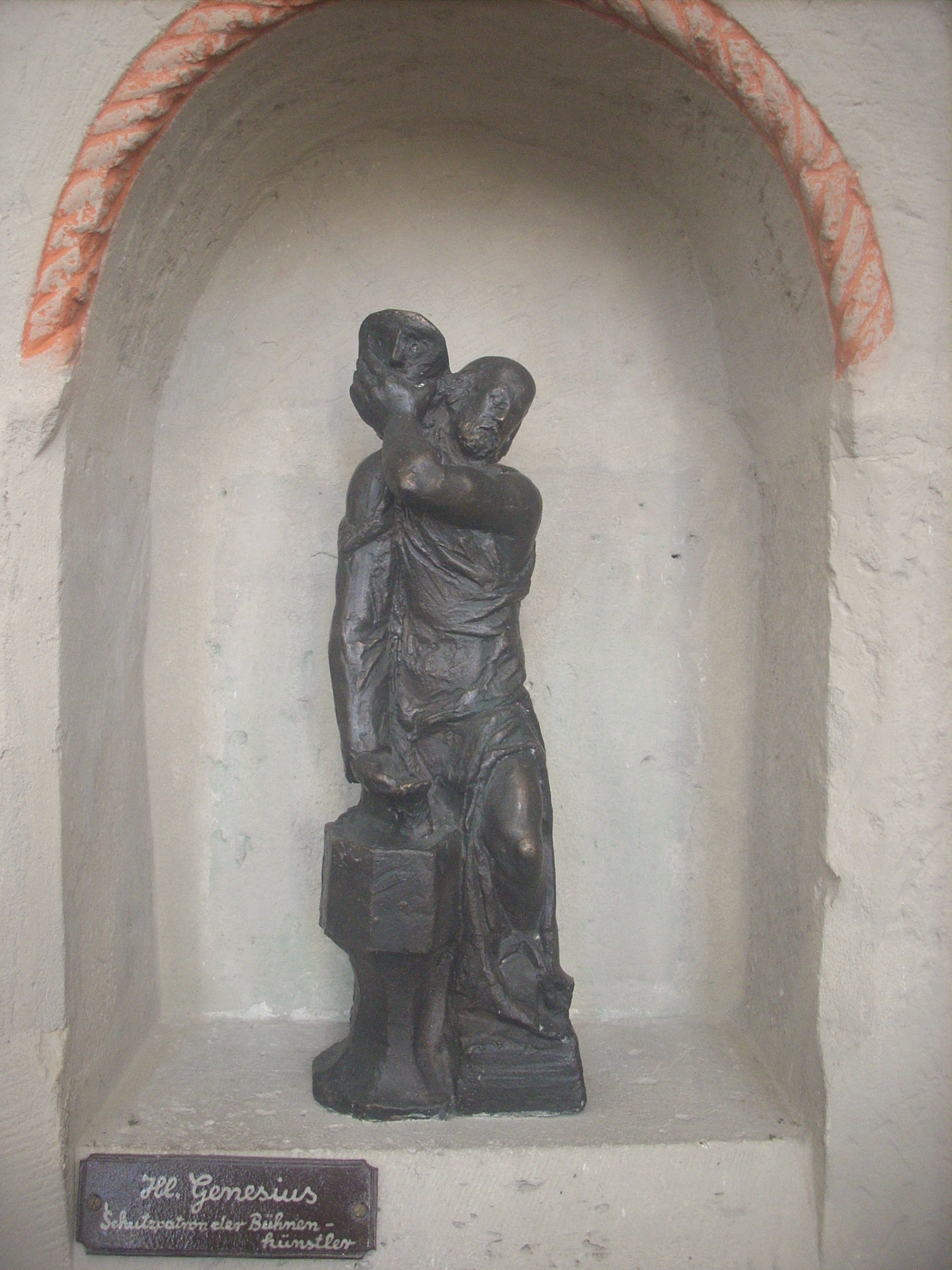
Genesius von Rom mit Maske und Taufstein als Patron der Bühnenkünstler (Braunschweig, St. Aegidien)

Genesius von Rom (französisch Saint-Genès; † 286 oder um 305) war ein christlicher Märtyrer. Genesius gilt als der Patron der Schauspieler, Bühnenkünstler, Musiker, Tänzer und Spielleute. In der Kunst wird er als Jüngling mit Saiteninstrument, Masken und Taufstein dargestellt. Sein Festtag ist der 25. August.

## Legende
Die ins 6. Jahrhundert datierte Passio S. Genesii berichtet, Genesius, Schauspieler am Hof des auch für seine Christenverfolgung bekannten römischen Kaisers Diokletian (Kaiser von 284 bis 305), habe in seinen Auftritten immer wieder die Christen verspottet. Während einer solchen Komödie habe er, in gespielter Todesangst, die Taufe erbeten, dabei aber plötzlich Christus erkannt und die gespielte Taufe als echte angenommen. Er habe eine Bekehrungspredigt an Kaiser und Publikum gehalten und sei daraufhin enthauptet worden.

## Patrozinien
Im 8. Jahrhundert wurde die französische Abtei Saint-Génis-des-Fontaines nach ihm benannt und im 9. Jahrhundert das Kloster Schienen am Bodensee (heute Ortsteil von Öhningen). Eine der Kirchen mit Genesius-Patrozinium ist die Pfarrkirche von Jenesien in Südtirol; am selben Ort könnte bereits seit etwa 500 n. Chr. eine dem Genesius geweihte Kapelle existiert haben; auf Genesius ist auch der Ortsname Jenesien zurückzuführen.